# بروتوكول منع وقمع ومعاقبة الاتجار بالأشخاص وخاصة النساء والأطفال
بروتوكول منع وقمع ومعاقبة الاتجار بالأشخاص وبخاصة الأطفال والنساء (ويعرف أيضا ببروتوكول الاتجار، وبروتوكول الاتجار بالأشخاص) هو بروتوكول تابع لاتفاقية الامم المتحدة لمكافحة الجريمة المنظمة، وهو واحد من ثلاث بروتوكولات تعرف ببروتوكولات باليرمو، إلي جانب بروتوكول تهريب المهاجرين، وبروتوكول الأسلحة النارية. تبنت الجمعية العامة للأمم المتحدة البروتوكول عام 2000، وأصبح فعالا منذ 25 ديسمبر لعام 2003.
المسؤول عن تنفيذ البروتوكول هو مكتب الأمم المتحدة المعني بالمخدرات والجريمة، حيث يقدم المساعدات العملية في كتابة القوانين، ويقدم مكتب الأمم المتحدة المعني بالمخدرات والجريمة المساعدة العملية للدول المختلفة في إنشاء القوانين وما يتعلق بها من استراتيجيات شاملة لمقاومة الاتجار بالبشر، والدعم بالموارد اللازمة لتنفيذ تلك الاستراتيجيات والقوانين.  وفي عام 2009 أنشأ المكتب حملة القلب الأزرق، من أجل مناهضة الاتجار بالبشر ورفع درجة الوعي وتشجيع الأفراد والكيانات للمساعدة والانضمام.
يلزم البروتوكول الدول المصدقة على البروتوكول بمنع ومحاربة الاتجار بالأشخاص وحماية ومساعدة الضحايا، والعمل في تعاون مع الدول الآخرى من أجل تحقيق هذه الأهداف.
| الاسم         | بروتوكول منع وقمع ومعاقبة الاتجار بالأشخاص وبخاصة الأطفال والنساء المكمل لاتفاقية الامم المتحدة لمكافحة الجريمة المنظمة |
| التصنيف       | الجريمة المنظمة، القانون الجنائي الدولي                                                                                 |
| تاريخ المسودة | 15 نوفمبر 2000 |
| تاريخ التوقيع | 12 ديسمبر 2000 |
| المكان        | نيويورك، الولايات المتحدة                                                                                               |
| تاريخ التفعيل | 25 ديسمبر 2003 |
| الحالة        | 40 تصديق |
| الدول الموقعة | 117 |
| الجهات        | 173 |
| المودع لديه   | السكرتير العام |
| اللغات        | الإنجليزية، العربية، الصينية، الروسية، الأسبانية، الفرنسية                                                              |

## محتوى البروتوكول

### التعريف
حتى يمكن تسمية الحالة بانها اتجار في الأشخاص فيجب أن يكون نتاج ثلاث عناصر:
1.    الفعل: مثل التوظيف أو النقل أو الاستقبال.
2.    الوسيلة: مثل الإكراه أو التهديد أو الخداع.
3.    الغرض: مثل الاستغلال الجنسي أو العمل القسري.
يأتي تعريف الاتجار بالأشخاص في المادة 3 بند أ من نص البروتوكول كالآتي:
«يقصد بتعبير» الاتجار بالأشخاص«تجنيد أشخاص أو نقلهم أو تنقيلهم أو إيواؤهم أو استقبالهم بواسطة التهديد بالقوة أو استعمالها أو غير ذلك من أشكال القسر أو الاختطاف أو الاحتيال أو الخداع أو استغلال السلطة أو استغلال حالة استضعاف، أو بإعطاء أو تلقي مبالغ مالية أو مزايا لنيل موافقة شخص له سيطرة على شخص آخر لغرض الاستغلال. ويشمل الاستغلال، كحد أدنى، استغلال دعارة الغير أو سائر أشكال الاستغلال الجنسي، أو السخرة أو الخدمة قسرا، أو الاسترقاق أو الممارسات الشبيهة بالرق، أو الاستعباد أو نزع الأعضاء»
يستبعد البروتوكول موافقة الضحية كعنصر من عناصر اكتمال حالة الاتجار بالبشر، ويوضح ذلك من خلال المادة 3 بند ب:
«لا تكون موافقة ضحية الاتجار بالأشخاص على الاستغلال المقصود المبيّن في الفقرة الفرعية (أ) من هذه المادة محل اعتبار في الحالات التي يكون قد استُخدم فيها أي من الوسائل المبيّنة في الفقرة الفرعية (أ)»
يسقط البروتوكول العنصر الثاني من العناصر الثلاثة في حالة إذا كان الضحية تحت الثامنة عشرة، ويوضح ذلك في المادة 3 بند ج ود:
"يعتبر تجنيد طفل أو نقله أو تنقيله أو إيواؤه أو استقباله لغرض الاستغلال "اتجارا بالأشخاص"، حتى إذا لم ينطو على استعمال أي من الوسائل المبينة في الفقرة الفرعية (أ) من هذه المادة؛
«يقصد بتعبير» طفل«أي شخص دون الثامنة عشرة من العمر.»

### التجريم
تلزم المادة 5 من بروتوكول منع وقمع ومعاقبة الاتجار بالأشخاص الدول المصدقة على البروتوكول بتجريم الاتجار بالبشر وفقا للتعريف الوارد بالمادة 3 من نفس البروتوكول، وكذلك الشروع فيه، أو المساهمة كشريك في مثل هذه الأفعال، أو تنظيم أو توجيه آخرين للشروع فيه.
على الرغم من أن الأمم المتحدة لا تلزم الدول باستخدام نفس النصوص الواردة في البروتوكول لتجريم الاتجار بالأشخاص، إلا أنها تشجع على أن تتبنى التشريعات الوطنية التعريف الواسع للاتجار بالبشر كما ورد بالبروتوكول.

### مواد أخرى
بالإضافة إلى ما سبق ذكره فالبروتوكول يغطى النقاط الآتية:
1. إيلاء اهتمام خاص بالأطفال والنساء لاعتبارهما مجموعات هشة.[3]

1. تأكيد سلامة الضحية في حال عودتها لوطنها وأمنها وأمن أفراد عائلتها.[3]
2. الزام الدول الموقعة على البروتوكول بوضع التشريعات اللازمة لتطبيقه.

## دور مكتب الأمم المتحدة المعني بالجريمة والمخدرات
يقدم مكتب الأمم المتحدة المعني بالمخدرات والجريمة المساعدة العملية للدول المختلفة في إنشاء القوانين وما يتعلق بها من استراتيجيات شاملة لمقاومة الاتجار بالبشر، والدعم بالموارد اللازمة لتنفيذ تلك الاستراتيجيات والقوانين]. وقد أنشأ المكتب إستراتيجية لمناهضة الاتجار بالبشر وتهريب الأشخاص من أجل التنفيذ الكامل والفعال للبروتوكول، ويمكن فهمها على أنها تتكون من ثلاث جوانب متكاملة فيما بينها:
1. البحث ورفع الوعي  من خلال إنتاج البحوث ونشر الأورق العلمية المتعلقة بالاتجار بالأشخاص، ومن خلال إصدار التقارير الدورية لتقييم الوضع العالمي.
2. دعم تطبيق البروتوكولات الدولية من خلال تقديم الدعم التقني والفني، وتطوير السياسات وخطط العمل، بما يصب في النهاية في تقوية استجابة نظام العدالة ونظام حماية ودعم الضحايا.
3. تقوية الشراكة والتعاون مع المنظمات والهيئات التي لها نفس الأهداف.[2]

## التحركات الدولية والإقليمية
في وراسو عام 2005، تم طرح اتفاقية مجلس أوروبا المعنية بالإجراءات ضد الاتجار بالبشر للتوقيع. كونت الاتفاقية مجموعة «الخبراء في الاجراءات ضد الاتجار بالبشر» المعروفة اختصار بـ «جريتا» والتي من دورها مراقبة تطبيق الاتفاقية. تم التصديق على هذه الاتفاقية بواسطة 45 دولة.
في أبريل 2011، أصدرت جامعة الدول العربية الاستراتيجية العربية الشاملة لمكافحة الاتجار بالبشر، كوثيقة استرشادية تساعد في تفعيل مواد بروتوكول الاتجار بالبشر.
الإجراء العالمي لمنع ومحاصرة الاتجار بالأشخاص وتهريب المهاجرين أو ما يعرف اختصارا بـ «جلو-أكت» هو مبادرة بقيمة 11 مليون يورو تستمر في الفترة من 2015- 2019 برعاية الاتحاد الأوربي ومكتب الأمم المتحدة المعني بالجريمة والمخدرات. وقد تم إنشاء هذا المشروع بالتعاون مع المنظمة العالمية للمهاجرين، ومنظمة الأمم المتحدة للطفولة (يونيسيف)، ومجموعة من 13 دولة عبر أفريقيا وآسيا وأمريكا اللاتينية وشرق أوروبا هي: مصر، المغرب، جنوب أفريقيا، مالي، النيجر، نيبال، قركيزستان، لاوس، أوكرانيا، باكستان، البرازيل، كولومبيا، بيلاروسيا.
انشأت الأمم المتحدة في عام 2010 منظمة (صندوق) الائتمان التطوعي من أجل ضحايا الاتجار بالأشخاص، وبخاصة الأطفال والنساء. تم إنشاء هذا الصندوق من أجل تقديم الفرصة للأفراد للمساهمة في مساعدة ضحايا الاتجار بالبشر. يعد هذا الصندوق بمثابة دعوة للعمل المشترك من أجل مساعدة ضحايا الاتجار بأسلوب عملي ومحسوس. المسؤول عن إدارة هذا الصندوق هو مكتب الأمم المتحدة المعني بالجريمة والمخدرات.  بلغ حجم المساهمات عبر هذا الصندوق في 2017 1 مليون و 616 ألف دولار أمريكي، ساهمت فيه إيطاليا وحدها بنسبة مليون دولار.

## وصلات خارجية
- UNODC site
- Wording of protocol
- Ratifications
- GRETA action by the Council of Europe
- Warsaw Convention on Action against Trafficking in Human Beings
- Lanzarote Convention on the Protection of Children against Sexual Exploitation and Sexual Abuse